# Воронін В'ячеслав Анатолійович
В'ячеслав Анатолійович Воронін (7 листопада 1934, Жердівка, Тамбовська область, РРФСР — 7 жовтня 2016, Київ, Україна) — радянський та український актор, заслужений артист України (2003).

## Життєпис
Закінчив акторський факультет ВДІКу (1957, майстерня Юлія Райзмана).
Перша акторська робота — роль Трояна у фільмі «Перший ешелон» (1956, режисер Михайло Калатозов)
З 1957 року — актор Київської кіностудії імені А. П. Довженка, знімався і на інших студіях.
У 1985—1992 рр. — директор київського Театру-студії кіноактора.

## Родина
Був двічі одружений. Перша дружина — актриса Лідія Федосєєва (згодом Шукшина). У 1960 році у них народилася дочка Анастасія. Однак цей союз протривав недовго.
Друга дружина — Світлана, з якою він познайомився в березні 1970 року. У 1973 році у них народився син В'ячеслав, названий на честь батька.

## Фільмографія
- 2006 — Повернення Мухтара
- 2004 — Тариф на кохання
- 2003 — Благословіть жінку: епізод
- 2001 — Слід перевертня: Антон Глуховецький, депутат
- 1997 — Сьомий маршрут (Україна): епізод
- 1995 — Репортаж
- 1995 — Острів любові (Україна): Веремій Опанасович Сухобріев, батько
- 1995 — Заручини (Україна)
- 1994 — Викуп (Україна): епізод
- 1993 — Стамбульський транзит (Україна, Росія): епізод
- 1992 — Прорва | Moscou parade (Росія, Франція): епізод
- 1992 — Постріл у труні (Україна): генерал Скліфосовський
- 1990 — Війна на західному напрямку: епізод
- 1988 — Біч божий: епізод
- 1987 — Поранені камені: епізод
- 1987 — Виконати усю правду: епізод
- 1986 — Звинувачується весілля: епізод
- 1984 — Благі наміри: Запорожець
- 1983 — Торпедоносці: епізод
- 1983 — Останній засіб королів: епізод
- 1982 — Ніжність до ревучого звіра: представник міністерства
- 1982 — Стратити не представляється можливим
- 1981 — Історія однієї любові: епізод
- 1980 — Квіти лугові: батько
- 1980 — Платон мені друг: Тищенко
- 1980 — Овід: епізод
- 1980 — Крупна розмова: Прокоф'єв
- 1979 — Ти пам'ятаєш: епізод
- 1979 — Забудьте слово «смерть»: епізод
- 1978 — Квартет Гварнері: епізод
- 1978 — Спокута чужих гріхів
- 1978 — Блакитні блискавки: епізод
- 1977 — Талант: епізод
- 1976 — Еквілібрист: член комісії
- 1975 — Серед літа: Макарець
- 1974 — Важкі поверхи
- 1973 — Стара фортеця
- 1973 — Комісар Сергушин: епізод
- 1973 — Рідний дім
- 1973 — Червоний агат: епізод
- 1973 — Доміно
- 1972 — Схованка біля Червоних каменів: Гашимов, заступник резидента
- 1972 — Невідомий, якого знали всі: епізод
- 1972 — В чорних пісках: епізод
- 1971 — Лада з країни берендеїв: суддя співочого конкурсу
- 1970 — Іду до тебе...
- 1970 — Крутий горизонт: Воронін
- 1969 — Ніч перед світанком: Гуго фон Глейвіц
- 1968, 1970, 1971 — Звільнення: генерал Бурдейнов
- 1968 — Експеримент доктора Абста: Шустер
- 1968 — Маленький шкільний оркестр: тренер з велоспорту
- 1967 — Весілля в Малинівці: Чечель
- 1967 — Хто помре сьогодні (короткометражний): солдат
- 1967 — Десятий крок: Бурка
- 1966 — Два роки над прірвою: німецький офіцер
- 1965 — Немає невідомих солдатів: поранений солдат
- 1964 — Сон: Мокрицький
- 1964 — Ключі від неба: Самсонов, лейтенант
- 1964 — Зачарована Десна
- 1963 — Назустріч мрії: космонавт
- 1962 — Серед добрих людей: німець-конвоїр
- 1962 — Сейм виходить з берегів: Генка
- 1960 — Врятуйте наші душі: помічник капітана
- 1960 — Люди моєї долини: Тимофій
- 1959 — Іванна: Роман Герета, священик, наречений Іванни
- 1958 — Кочубей: Ахмет
- 1958 — Місто запалює вогні: Митя Мальков
- 1957 — «Ластівка»: Граков
- 1957 — Безсмертна пісня: Шаповаленко, учень музичної школи
- 1955 — Перший ешелон: Троян